# Marcelo Portugal Gouvêa
Marcelo Figueiredo Portugal Gouvêa (São Paulo, 2 de março de 1938 — São Paulo, 29 de novembro de 2008) ou mais conhecido como Marcelo Portugal Gouvêa, foi um advogado brasileiro, formado pela Faculdade de Direito da Universidade de São Paulo, e também presidente do São Paulo Futebol Clube durante dois mandatos (entre 2002 e 2004 e de 2004 a 2006). 
Marcelo Portugal Gouvêa ingressou no clube como sócio do São Paulo em 5 de agosto de 1960 e foi eleito pela primeira vez para o Conselho Deliberativo em 1970. Durante a primeira gestão de Juvenal Juvêncio como presidente, entre 1988 e 1990, foi diretor de futebol, cargo que acumulou com os de diretor administrativo e jurídico. Nessa gestão, o clube conquistou o Campeonato Paulista de 1989. Foi ainda nessa época que Gouvêa foi o principal intermediário nas negociações com a prefeitura de São Paulo para cessão do terreno onde hoje se encontra o centro de treinamentos do time, na Barra Funda. Em 1996, tornou-se conselheiro vitalício. Cinco anos depois, tomou posse como sócio benemérito. Sua eleição para presidente do clube, em abril de 2002, foi apertada: ele venceu Paulo Amaral, que tentava a reeleição, por apenas dois votos. "A partir de hoje o São Paulo irá mudar, será um novo clube", prometeu, ao saber do resultado. Fazia oito anos que o time não chegava à Taça Libertadores da América e onze que não ganhava um título brasileiro.
Na sua administração, o São Paulo conquistou os títulos do Campeonato Paulista, da Libertadores e do Mundial Interclubes, todos em 2005. Foi também em sua administração que o São Paulo fez um saneamento em suas finanças, construiu o Centro de Formação de Atletas Presidente Laudo Natel, em Cotia, e o Reffis — "referência mundial na medicina esportiva de reabilitação e fisioterapia". Ele foi ainda o responsável pela modernização da área social do clube. Entre as contratações do clube no período, destaca-se o uruguaio Diego Lugano, aposta do então presidente que era um desconhecido quando foi contratado, em 2003, e deixou o clube como ídolo. Impedido pelo estatuto de disputar nova reeleição em 2006, Portugal Gouvêa conseguiu fazer seu sucessor: Juvenal Juvêncio foi eleito por com 55,7% dos votos. Na gestão de Juvêncio, o ex-presidente passou a ser diretor de planejamento.
Profissionalmente, era sócio do ex-presidente da FIESP, Carlos Eduardo Moreira Ferreira, em um escritório de advocacia em São Paulo. 
Morreu em 29 de novembro de 2008, de complicações após uma cirurgia de ponte de safena. Ele tinha sido internado em 29 de outubro, para exames de rotina. Em todas as partidas da penúltima rodada do Campeonato Brasileiro, seria respeitado um minuto de silêncio em sua homenagem. Além disso, os jogadores do São Paulo atuaram contra o Fluminense com uma tarja preta no braço. O São Paulo conquistaria o título no domingo seguinte, ao vencer o Goiás, e o capitão Rogério Ceni dedicou a conquista ao falecido dirigente: "Seria muito injusto que ele visse o título daqui. O céu é o lugar certo para uma pessoa como ele festejar."